# Nossa Senhora de Fátima (Aveiro)
Nossa Senhora de Fátima foi uma freguesia portuguesa do Município de Aveiro que tinha 12,64 km² de área e 1 924 habitantes (2011), e, por isso, uma densidade populacional de 152,2 hab/km².

## História
A criação da freguesia foi aprovada pela Assembleia da República em 11 de Julho de 1985. Era uma das poucas freguesias suburbanas ou rurais cuja sede não corresponde ao nome autárquico. O edificio da junta de freguesia fica situada entre os dois lugares que compunham a freguesia, a saber, Mamodeiro e Póvoa do Valado.
Foi extinta em 2013, no âmbito de uma reforma administrativa nacional, tendo sido agregada às freguesias de Requeixo e Nariz, para formar uma nova freguesia denominada Requeixo, Nossa Senhora de Fátima e Nariz da qual é sede.

## População
| 1991  | 2001  | 2011  |
| 1 809 | 1 870 | 1 924 |

Criada pela Lei nº 104/85, de 04 de Outubro, com lugares da freguesia de Requeixo
| Distribuição da População por Grupos Etários | Distribuição da População por Grupos Etários | Distribuição da População por Grupos Etários | Distribuição da População por Grupos Etários | Distribuição da População por Grupos Etários | Distribuição da População por Grupos Etários | Distribuição da População por Grupos Etários | Distribuição da População por Grupos Etários | Distribuição da População por Grupos Etários | Distribuição da População por Grupos Etários |
| -------------------------------------------- | -------------------------------------------- | -------------------------------------------- | -------------------------------------------- | -------------------------------------------- | -------------------------------------------- | -------------------------------------------- | -------------------------------------------- | -------------------------------------------- | -------------------------------------------- |
| Ano                                          | 0-14 Anos                                    | 15-24 Anos                                   | 25-64 Anos                                   | > 65 Anos                                    |                                              | 0-14 Anos                                    | 15-24 Anos                                   | 25-64 Anos                                   | > 65 Anos                                    |
| 2001                                         | 330                                          | 274                                          | 957                                          | 309                                          |                                              | 17,6%                                        | 14,7%                                        | 51,2%                                        | 16,5%                                        |
| 2011                                         | 311                                          | 227                                          | 1 042                                        | 344                                          |                                              | 16,2%                                        | 11,8%                                        | 54,2%                                        | 17,9%                                        |

## Património
- Igreja de Nossa Senhora da Fátima (matriz)
- Capelas de Nossa Senhora da Anunciação e no lugar de Póvoa do Valado
- Coreto no lugar de Póvoa do Valado
- Casa agrícola